# Hans Schlegel
Hans Wilhelm Schlegel (Überlingen, Németország, 1951. augusztus 3. –) német fizikus, űrhajós. 1987 óta dolgozik az ESA-nál.

## Életpálya
1970-1972 között a fegyveres erőknél ejtőernyősként szolgált. Több tartalékos képzést követően 1980-ban tartalékos hadnagy. 1979-1986 között kísérleti fizikusként dolgozott az Aacheni Egyetemen. 1986-1988-között a roncsolásmentes vizsgálati módszer specialistája. Felesége Heike Walpot űrhajós jelölt.
1986. augusztus 3-tól a Deutsche Forschungs- und Versuchsanstalt für Luft- und Raumfahrt (DFVLR) jelentkezőket keresett a második német Spacelab küldetésre. A követelmények teljesítését követően 1799 jelöltből 13 fő (9 férfi és 4 nő) felelt meg a követelményeknek. Közülük 5 főt választottak ki (Renate Brümmer, Heike Walpot, Gerhard Thiele, Hans Schlege és Ulrich Walter) űrhajós kiképzésre. 1988-ban a DFVLR székhelyén Kölnben tényleges (előzetes) űrhajós kiképzésben részesültek. 1990-től kezdték felkészíteni a csoport tagjait a Spacelab tervezett feladatainak ellátására. Űrhajós felkészítése során műrepülő pilóta vizsgát tett. Egy speciálisan átalakított KC–135-ös repülőgépen gyakorolta a súlytalanság körülményei közötti mozgást, tevékenységet. Az űrrepülőgépen történő szolgálatra 1992-ben a Lyndon B. Johnson Űrközpontban, majd a Mir-űrállomáson történő tevékenységre a Jurij Gagarin Űrhajóskiképző Központban (CPK) kapta meg a kiképzést. Szakmai vizsgáit követően megkapta a repüléshez szükséges engedélyeket. 1987. augusztus 3-tól részesült űrhajóskiképzésben. Kettő űrszolgálat alatt összesen 22 napot, 18 órát és 2 percet töltött a világűrben.

## Űrrepülések
- STS–55, a Columbia űrrepülőgép 14. repülésének rakományfelelőse. A Spacelab küldetését a DFVLR német űrügynökség szponzorálta. Az amerikai/német legénység két váltásban napi 24 órán keresztül dolgozott a tervezett 88 kísérlet elvégzésén az alábbi tudományágakban: folyadékok fizikája, anyagtudományok, élet- és biológiatudomány, földmegfigyelés, légkörfizika és csillagászat. Első űrszolgálata alatt összesen 9 napot, 23 órát és 40 percet (240 óra) töltött a világűrben. 6 701 603 kilométert (4 164 183 mérföldet) repült, 160 alkalommal kerülte meg a Földet.
- STS–122  az Atlantis űrrepülőgép 29. repülésén – 2008. február 7-től február 19-ig, küldetésfelelős. Második űrszolgálata alatt összesen 12 napot, 18 órát és 22 percet töltött a világűrben. A szerelési, üzembe helyezési feladatok során több mint 7 órás űrsétát hajtott végre. Legfőbb feladat a Nemzetközi Űrállomáson üzembe helyezni a Columbus laboratóriumot.

### Tartalék személyzet
Szojuz TM–25 kutatásfelelős űrhajósa